# Agnetendorfer Schneegrube
Koordinaten: 50° 46′ 51,9″ N, 15° 34′ 55,9″ O

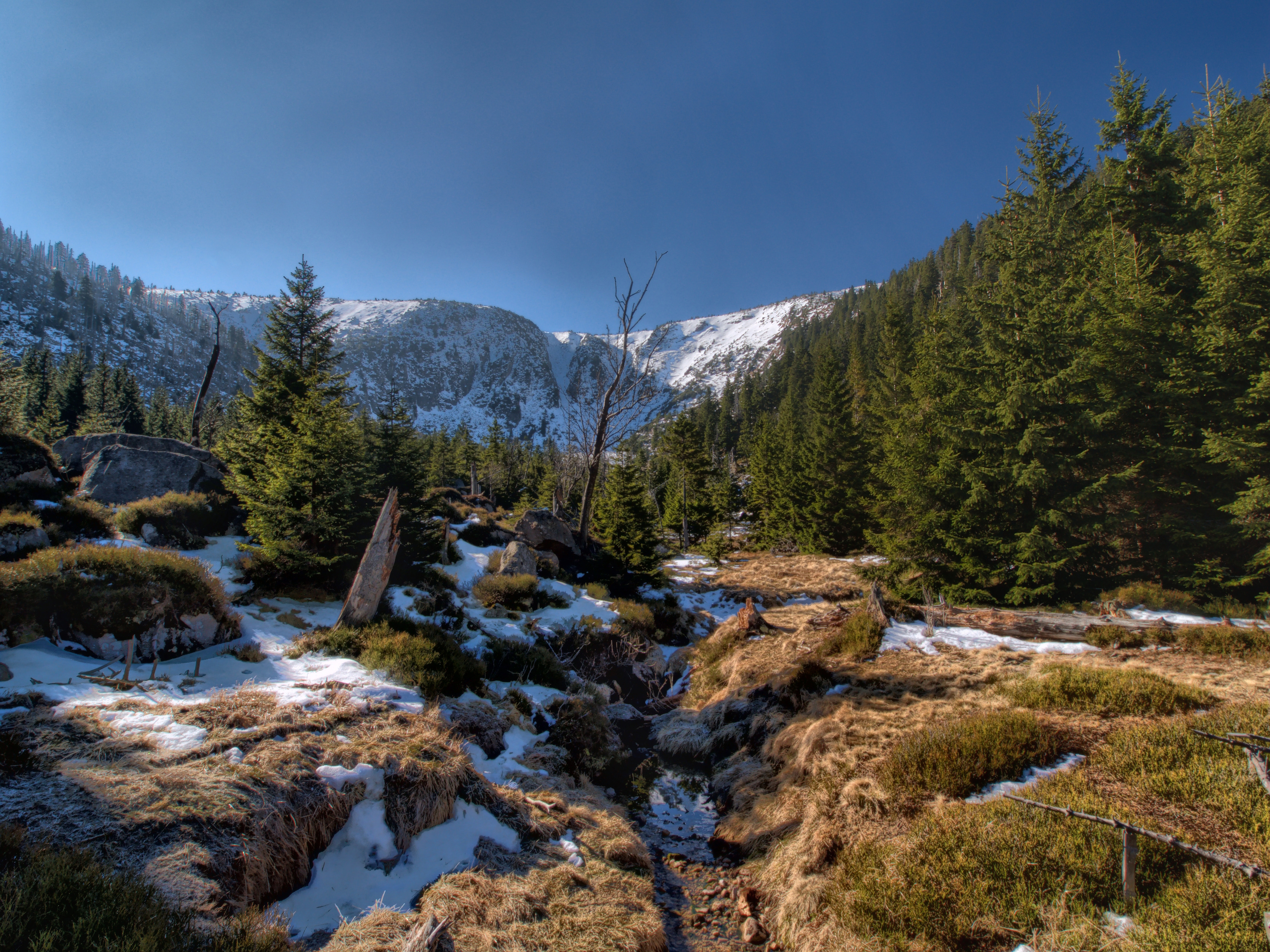
Agnetendorfer Schneegrube

Die Agnetendorfer Schneegrube (auch Schwarze Schneegrube, poln. Czarny Kocioł Jagniątkowski) ist ein Gletscherkar auf der polnischen Seite des Riesengebirges etwa fünf Kilometer südlich von Agnetendorf (Jagniątków).

## Galerie

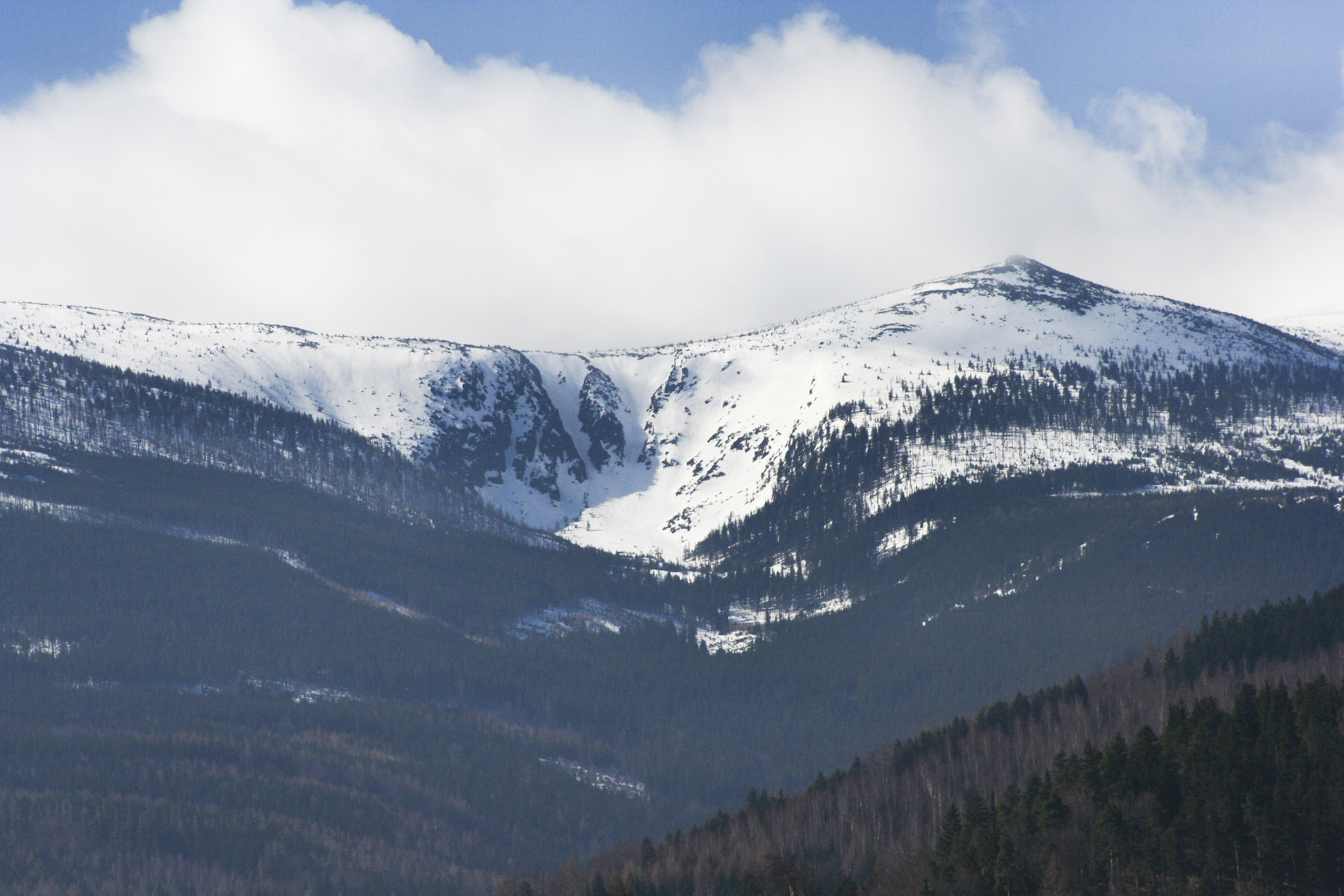
Schwarze Schneegrube und Große Sturmhaube

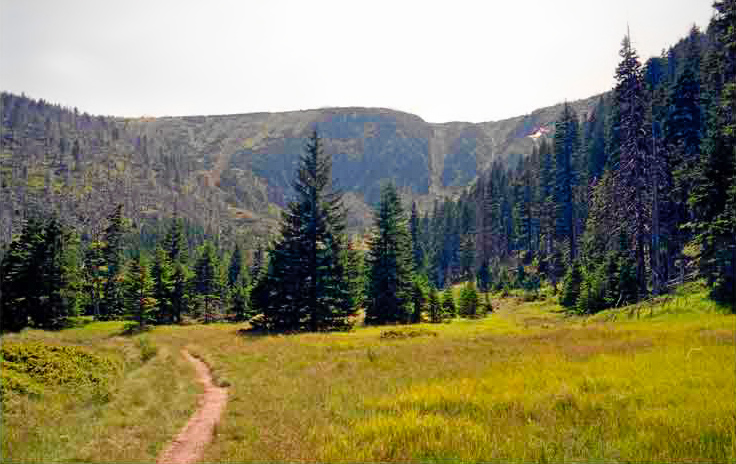
Wiesenlandschaft auf der Karsohle

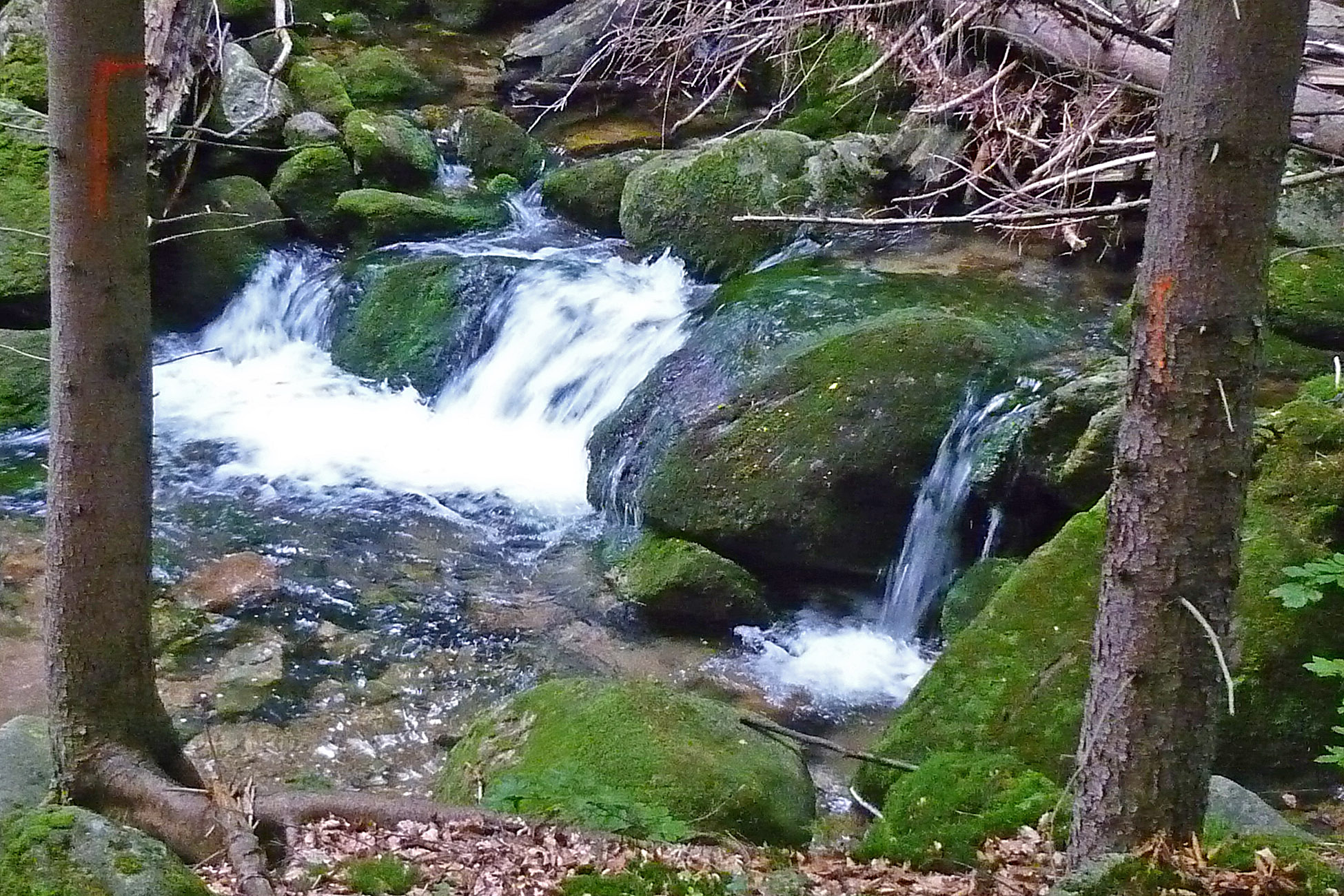
Schneegrubenwasser / Wrzosówka

## Lage
Die Grube liegt zwischen dem Nordwesthang des Hraniční hřeben (Grenzkamm) und dem Nordosthang der Großen Sturmhaube (poln. Śmielec, tschech. Smělec) unterhalb des Agnetendorfer Passes (auch Schwarzer Pass, poln. Czarna Przełęcz) (1350 m).
Der obere Rand des Kessels erreicht eine Höhe von 1325 m n.p.m., die Karsohle liegt auf einer Höhe von 1130 bis 1150 Meter über dem Meeresspiegel. Sie wird talabwärts quer von Endmoränen durchzogen und von Seitenmoränen begrenzt.
Vom Pass aus wäre der Abstieg in den Kessel zwar möglich, ist jedoch aufgrund der strengen Naturschutzbestimmungen untersagt (die ausgewiesenen Wege dürfen nicht verlassen werden). Am besten ist das Kar von Agnetendorf aus in zwei Stunden über den Korallensteinweg und den nach einem früheren Vorsitzenden des Riesengebirgsvereins benannten Prof.-Nafe-Weg zu erreichen.

## Name
Während in der Großen und Kleinen Schneegrube bis in den Sommer hinein helle Schneereste liegen, erscheint die Agnetendorfer Grube dunkler, da hier der Schnee früher abschmilzt und die Vegetation auch größere Fortschritte gemacht hat. Daher hat sie den Namenszusatz „Schwarze“ Schneegrube bekommen.

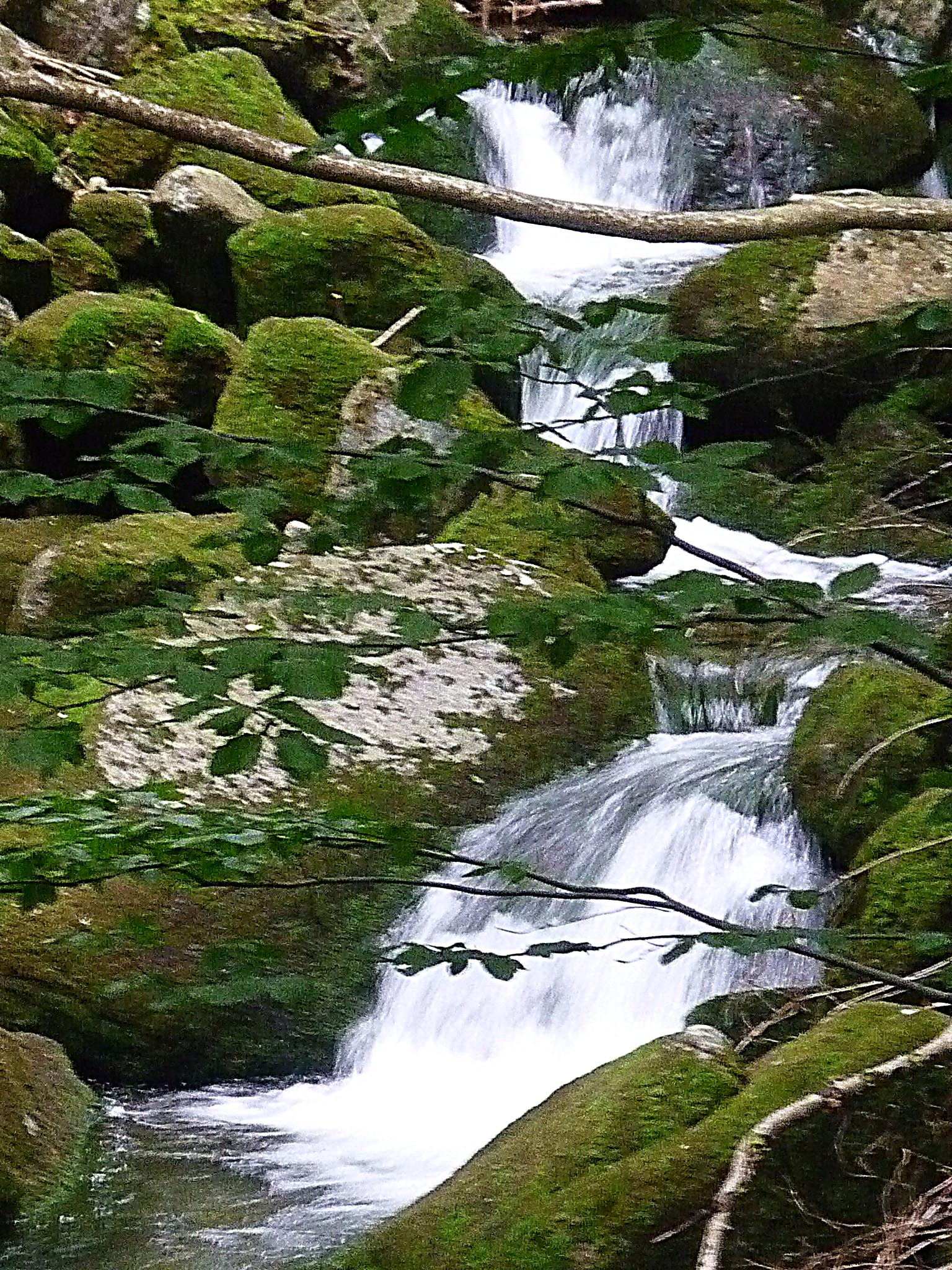
Die Kaskaden des Turmfalls

## Hydrologie
Die Agnetendorfer Schneegrube entwässert über das Schneegrubenwasser (Wrzosówka), einen Gebirgsbach, dessen Lauf zum Teil von Felstrümmern überdeckt und dann nicht erkennbar ist. Am nördlichen Ende der Schlucht, auf einer Höhe von ca. 655 m, fällt der Bach über den sogenannten Turmfall (Wodospad Wrzosówki) ins Tal, fließt dann durch Agnetendorf (Jagniątków) und Hermsdorf unterm Kynast (Sobieszów) und mündet nach 14,5 km bei Bad Warmbrunn (Cieplice Śląskie-Zdrój) in den Zacken (Kamienna).

## Entstehung
Der Talkessel wurde durch einen eiszeitlichen Gletscher geschaffen und entstand während des Pleistozäns, wahrscheinlich während der letzten Kaltzeit. Er ist im Vergleich zu den Karen der Schneegruben (Śnieżne Kotły) am Hohen Rad weniger stark ausgeprägt, seine Karwände ragen mit knapp 160 Metern nicht so hoch auf. Das Gebiet ist mehr von der langgestreckten, breiten Schlucht bestimmt, die das Schneegrubenwasser in den Mädelkamm geschnitten hat, was ihm den historischen Namen „Tiefer Graben“ einbrachte.

## Flora, Fauna und Naturschutz
Ihre seltene Vegetation macht die Schwarze Schneegrube in botanischer Hinsicht zu einem der interessantesten Gebiete des Riesengebirges. In der Moosschicht finden sich verschiedene Torfmoose wie z. B. das Hain-Torfmoos (Sphagnum capillifolium) oder das Trügerische Torfmoos (Sphagnum fallax). In der Krautschicht dominieren Borstgras und das Schmalblättrige Wollgras (Eriophorum angustifolium). Die subalpinen Staudengemeinschaften werden von Grauem Alpendost und Alpen-Milchlattich einerseits sowie Farnfluren mit Alpen-Waldfarn (Athyrium distentifolium) andererseits gebildet.
Auf dem sumpfigen Boden im flachen nördlichen Teil des Kars gedeiht Bergheide (Arnico-Callunetum), eine einzigartige Pflanzengemeinschaft, die  sich neben der Leitpflanze Arnica montana vor allem aus verschiedenen Gras- und Seggen-Arten zusammensetzt.
An Tieren leben hier Fuchs und Dachs, Reh- und Rotwild, Wiesel, Stein- und Baummarder. An Vögeln ist Birkhuhn, Wasseramsel und Rotsterniges Blaukehlchen zu nennen. Eine Besonderheit sind Mufflons, die zu Beginn des 20. Jahrhunderts durch die damalige Forstverwaltung für den jagdbegeisterten Grafen Schaffgotsch angesiedelt wurden.
Die Agnetendorfer Schneegrube wurde bereits 1933 als Naturschutzgebiet ausgewiesen und gehört damit zu einem der ältesten Schutzgebiete in den Sudeten, die zum Schutz seltener Flora und Fauna eingerichtet wurden. Heute ist sie Teil des polnischen Nationalparks Karkonoski Park Narodowy (KPN).